# Dompaire
Dompaire é uma comuna francesa na região administrativa do Grande Leste, no departamento de Vosges. Estende-se por uma área de 16.63 km². Em 2010 a comuna tinha 1 157 habitantes (densidade: 69,6 hab./km²).